# Andrew Lo
Andrew Wen-Chuan Lo (羅聞全, né en 1960) est un économiste américano-hongkongais.
Lo a rédigé plusieurs articles universitaires sur la finance et l'économie financière (en). Il a fondé en 1996 la société AlphaSimplex Group (en), où il a servi comme président et stratégiste en chef à l'investissement jusqu'en 2018, année où il a accepté d'occuper les postes de président émérite et de conseiller senior. En 2024, il occupe la chaire  Charles E. and Susan T. Harris en finance de la Sloan School of Management du MIT.